# Plan (Huesca)
Plan es un municipio del valle de Gistau o Val de Chistau en (aragonés chistabino), en la comarca de Sobrarbe, en el Pirineo aragonés, España.
Se encuentra en las inmediaciones del parque natural Posets-Maladeta. Al sur del pueblo se encuentra las Peñas de las Diez, las Once y Mediodía (2468 m s. n. m.), que forma parte del macizo de Cotiella. Pasa junto a Plan el río Cinqueta, afluente del Cinca.
En Plan todavía es posible oír hablar en chistabín, que es un dialecto del aragonés.

## Geografía
Plan es la población principal del Valle de Chistau se extiende por la cuenca del río Cinqueta, afluente del Cinca, uno de los principales cursos fluviales de Aragón. Se encuentra rodeado de cumbres de entre 2000 y 3000 metros de altitud, entre los que destaca la Tuca Llardana (o Posets), que con 3375 m. es la segunda cumbre más alta del Pirineo. Además, cuenta con abundantes ibones o lagos, como los de Millares, Barbarisa o el ibón de Plan.
En el término de Plan también se encuentran los núcleos de Saravillo, Serveto y Señes. Plan es la cabecera de municipio teniendo ayuntamiento propio. Está situado a 1060 m. de altitud y su gentilicio es planense. 
Las calles de Plan son estrechas y largas, dando esta el nombre a una de ellas, calle Larga. Entre sus edificios existen casas infanzonas que se agrupan en torno a la iglesia románica de San Esteban; con reformas hechas en los siglos XIX y XX. 

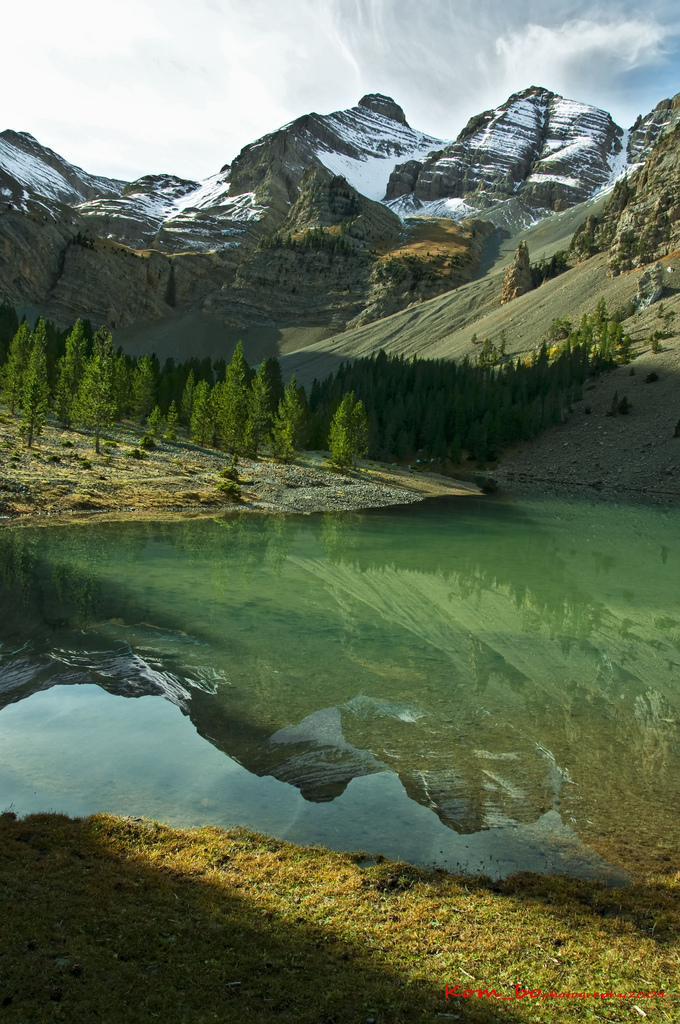
El ibon de Plan con reflejos sobre las aguas

Plan es una villa pirenaica situada donde el Valle de Cinqueta (o Zinqueta en la lengua local) se suaviza y ensancha, de ahí su nombre en aragonés. Se halla frente a las Peñas de las Once y Mediodía. Testimonio de su pasado histórico quedan edificios de antiguos infanzones con interesantes elementos en piedra labrada, con la torre defensiva incluida en el catálogo de Castillos de Aragón. La rehabilitada iglesia parroquial de San Esteban es del siglo XVI. Plan es junto con San Juan de Plan, distante a no más de 1 km, el pueblo que tenía derecho natural sobre el empleo de los campos en la ribera del Cinqueta, en las fincas de La Cuesta y todo el conjunto de fincas que atraviesa el barranco de La Simierre, siendo precisamente por delante de su caserío donde el valle de Gistaín se hace más ancho. Existe una pista que hace la subida hasta las Bordas de San Mamés (anejas a una ermita donde se efectúan diversas celebraciones anuales) desde el lado noroeste del núcleo de San Juan.
El clima ofrece ciertos contrastes entre la parte baja del valle -con precipitaciones anuales en torno a los 1000 mm, y temperaturas medias de 2 °C en el mes más frío y de 18 °C en el más cálido- y las partes altas de las vertientes, donde las precipitaciones en forma de nieve son muy abundantes y las amplitudes térmicas diarias y estacionales considerables. El paisaje vegetal se encuentra formado por prados naturales y artificiales en la parte baja de los valles, ascendiendo hasta sobrepasar los 1500 m. Abundan los bosques de pino silvestre, y hay también algunos de pino negro, algún hayedo y pequeños abedulares. En las partes altas domina la pradera alpina.
Las actividades primarias ocupan a casi toda la población. La agricultura, con patatas, algunos cereales y prados de siega, se localiza cerca de los pueblos y en numerosas bordas diseminadas. La ganadería es la actividad principal, con una numerosa cabaña de vacuno y una cabaña de lanar regresiva, trashumante en algunos casos. También es importante la explotación forestal.
Es una de las zonas que más población ha perdido del Pirineo Aragonés. Su actividad económica sigue siendo agrícola-ganadera que ocupa en torno al 47 % de la población activa. El turismo se está desarrollando con cierto retraso respecto a otras zonas del Pirineo a pesar de contar con importantes recursos naturales para la promoción de actividades complementarias a las agrícola-ganaderas. En este sentido, a occidente limita con el parque nacional de Ordesa y Monte Perdido y a oriente con el parque natural de Posets-Maladeta, en cuya delimitación se ha incluido parte del Valle de Chistáu o Gistain. Desde mediados de los años ochenta existe el proyecto de construcción de una línea eléctrica de Alta Tensión, conocida como Aragón-Cazaril, que uniría dichas estaciones y cuya alternativa más probable atravesaría el puerto fronterizo de la Pez. El valle, en bloque, se ha opuesto a dicho proyecto por considerarlo una amenaza para su futuro desarrollo económico, debido a los fuertes impactos ecológicos y paisajísticos que generará. Tal oposición tuvo sus frutos y el Gobierno Francés paralizó el proyecto en 1996; no obstante, los "chistabinos" temen que tal paralización sea temporal y siguen trabajando en la hipótesis de que vuelva a retomarse algún día el proyecto eléctrico.
Plan cuenta con una Oficina de visitantes e información turística (Teléfono: 974 50 64 00), polideportivo, piscinas municipales, centro médico (Teléfono: 974 50 60 23), biblioteca con punto de internet, centro de día de mayores, parque infantil y oficina de correos. Plan celebra una feria ganadera el 15 de octubre, y su fiesta mayor es el 7 de septiembre.
Una ruta paisajística que se puede hacer en vehículo aunque solo está asfaltado en algunos tramos une la localidad de Chía en el Valle de Benasque con la localidad de Plan en el Valle de Gistau a través del Collado de Sahún.

## Cultura
El Valle de Gistaín, Chistau o Gistau mantuvo un cierto aislamiento hasta mediados del siglo XX en el que se construyó la carretera de acceso. Por este motivo conserva sus tradiciones con mayor pureza que otras zonas, como demuestra que su lengua materna sea todavía el "chistabino", una variante de la lengua aragonesa o fabla. Entre sus costumbres destacan también los carnavales, la falleta de San Juan, los bailes y trajes populares, la arquitectura tradicional y la artesanía popular.

### Festividades
Plan:
La fiesta mayor es para la Natividad de la Virgen (Virgen de Laplana). La jornada central es el Día de la Virgen, el 8 de septiembre. La feria se celebra el 15 de octubre. Los carnavales son otra de las magníficas citas en su calendario. La fiesta pequeña se realizaba el día 3 de agosto en honor al patrón, San Esteban. Esta última se ha recuperado en los últimos años donde se realizan diversas actividades culturales y festivas, entre ellas una cena popular.
Saravillo:
la fiesta mayor es en honor a la Asunción de la Virgen el 15 de agosto, y la fiesta pequeña en honor de Santa Isabel.
Serveto:
Serveto tiene como patrón a San Ramón Nonato, el 31 de agosto, pero al tener más visitantes, lo ha trasladado a uno de los primeros domingos de agosto, el más próximo a San Félix.

### Patrimonio
Dentro de su casco urbano se encuentra La torre de Casa Moliné, una torre de defensa del siglo XVI.
También se halla la iglesia parroquial de San Esteban. Iglesia románica, consta de tres naves paralelas: la central y las laterales. La distinguen tres ampliaciones: el hueco, base de la torre campanario, a los pies de la nave central, la sacristía acoplada al ángulo exterior entre ábside y nave norte, y el pórtico añadido a la puerta de entrada. La fachada, al mediodía, va reforzada por gruesos contrafuertes de construcción reciente. El pórtico consta de tres arquivoltas de medio punto en liso. Está construido en mármol de tonos rojizos, similar al de otras iglesias del valle y realizados entre finales del siglo XVIII y principios del siglo XIX. En su interior se pueden distinguir dos etapas constructivas. En primer lugar, un núcleo primario (prerrománica o visgótica), formado por la línea de pilastras simples, dispuestas para soportar una techumbre plana. En segundo lugar, y ya de la época románica, se modificó el templo cobijando su recinto bajo bóvedas de cañón, estableciéndose las tres naves actuales.

Iglesia de San Esteban.

Dentro el municipio de Plan se pueden ver también las ermitas de Nuestra Señora de Laplana y de Santa Águeda.

### Arqueología
El yacimiento de Los Conventos se localiza en el término de Plan, próximo a Serveto (monte de San Martín). Se trata de un conjunto en el que se pueden apreciar los restos arquitectónicos de una iglesia de planta rectangular con cabecera absidial, alrededor de la cual se ubica una serie de habitaciones cuadrangulares. Próximo a dicho conjunto se halla una necrópolis de tumbas de losas. En 1984 fue realizada una excavación de urgencia dirigida por Almudena Domínguez, que fue patrocinada por la Diputación General de Aragón.En la cata realizada no se apreciaron variaciones sustanciales, existiendo un único nivel en el que apareció una gran cantidad de restos óseos, de fauna, así como material de tipo cerámico, torneado y de una cierta tosquedad, junto a dos fragmentos de barniz plumbífero. La cronología del yacimiento cabría situarla en un amplio espacio temporal que va desde la época visigoda a la Baja Edad Media.

## Historia
Los primeros vestigios de presencia humana en la zona se remontan a la Edad del Bronce, puesto que ya desde antiguo se han aprovechado los pastos pirenaicos para la actividad ganadera. En la Edad Media, Plan se cita por primera vez en 1295, y con 12 fuegos (hogares) en 1488. Perteneció al condado de Sobrarbe. Plan tuvo aduana de segunda, por la que en 1844 pasaron 19 arrobas de aceite y 1406 de lana, todos estos productos valorados en 50 196 reales. También por aquella época había un telar de paño burdo.
El vecino núcleo de población de Serveto se menciona en 1295, con 14 fuegos en 1488. En el siglo XV había 21 fuegos y más de doscientos habitantes en el XX. Fue sobrecullida de Aínsa, vereda de Jaca y corregimiento de Barbastro.Hay linaje de los Servato, familia infanzona de Aragón, conocida en el XVII. En 1834 formó su propio municipio y en 1845 se le unió Señés.
Saravillo se cita en 1054, en los “Documentos de Ramiro I”, con seis fuegos en 1488. Fue sobrecullida de Aínsa, vereda de Jaca y corregimiento de Barbastro. A finales del siglo XV, tenía 10 fuegos, 28 casas, y 141 habitantes. Llegó a pasar de los doscientos habitantes. En el siglo pasado el topónimo aparecía como Sarabillo, nombre con el que 1834 se constituyó en Ayuntamiento, y poco después en 1845 se unió a Plan, municipio al que pertenece, pero como aldea. 

### Guerra Civil
En la primavera de 1938 y en el transcurso de la guerra civil, a consecuencia de la ofensiva franquista contra las tropas republicanas en el frente de Aragón,  los valles de Gistau y Bielsa quedaron aislados del resto de la zona republicana debido al avance de los sublevados, dando lugar al episodio de la bolsa de Bielsa. 
El resto de la ofensiva franquista de marzo de 1938 provocó el hundimiento del frente de Huesca, mientras que en los valles pirenaicos la 43.ª División del Ejército Popular, a cuyo frente se hallaba el mayor de milicias Antonio Beltrán Casaña conocido como "El Esquinazau", mantenía una resistencia férrea contra la III División Navarra del general Iruretagoyena. Concretamente, entre el 28 de marzo y el 6 de abril los republicanos se retiraron del Valle del Ara destruyendo todos los puentes e infraestructuras que pudieran ayudar al enemigo en su avance. El 4 de abril cayeron Torla y Broto mientras que ese mismo día se sostenían fuertes combates en las cercanías de Fiscal. Finalmente el 6 de abril la Compañía de Esquiadores nacional fue literalmente aniquilada en una emboscada en Fanlo lo que provocó el parón en seco del avance franquista en este sector pirenaico. Hacia el 14 de abril quedaba constituida la Bolsa de Bielsa. Decidido a resistir, el Esquinazau apenas contaba con unos 7000 hombres y 4 cañones frente a una fuerza enemiga de 14 000 soldados y 30 cañones que contaba además con una superioridad aérea incontestable. A pesar de la diferencia de fuerzas, las dificultades del terreno, el tesón republicano y las dificultades meteorológicas permitieron la resistencia. La ofensiva nacional fue definitivamente detenida en la zona debido a la derrota sufrida por estos en el frente Laspuña-Escalona a finales de abril de 1938. El frente quedó definido por el Macizo de las Tres Sorores y Circo de Gurrundué en el Oeste, cubierto por la 130.ª Brigada Mixta, Tella y Escalona cubierta por la 72.ª Brigada y el Valle de Gistaín cubierto por la 102.ª Brigada. A partir de allí y a pesar de los combates, bombardeos y el aislamiento, la desgastada división republicana consiguió resistir hasta que a finales de mayo se hizo evidente que no iban a poder enfrentarse a la renovada ofensiva nacional. Se evacuó a unos 4000 civiles que permanecían en la zona y las brigadas mixtas republicanas iniciaron una lenta y ordenada retirada hacia la frontera francesa. El 7 de junio de 1938, siete bombarderos de la 1.ª Brigada Aérea Hispana Grupo XXX, Savoia-79, (S-79), bombardean Bielsa y Plan. La noche del 15 al 16 de junio, las últimas tropas republicanas cruzaron por el Puerto Viejo (aún con nieve en abril), en el camino de Aragnouet, después de dos meses de resistencia.
En 1940-50 las dos poblaciones de Serveto y Señes se unieron al municipio de Gistaín, hasta que fueron absorbidos por Plan en 1970-80. En 1987 Gistaín se volvió a separar, formando su propio municipio.

### La «caravana de mujeres»
En 1985 el nombre de este pueblo saltó a los medios de comunicación debido a la iniciativa de sus vecinos de organizar una "caravana de mujeres" tras ver la película del mismo título (Caravana de mujeres, 1951). En efecto, para entonces había en el pueblo más de 40 hombres solteros, y tan solo una soltera. La mayoría de las mujeres habían emigrado. Lanzaron un anuncio en el periódico solicitando "mujeres de entre 20 y 40 años con fines matrimoniales para pueblo en el Pirineo" dio como resultado 33 matrimonios que insuflaron una renovada vitalidad a Plan. Desde entonces se han celebrado muchas "caravanas" a otros pueblos de España.

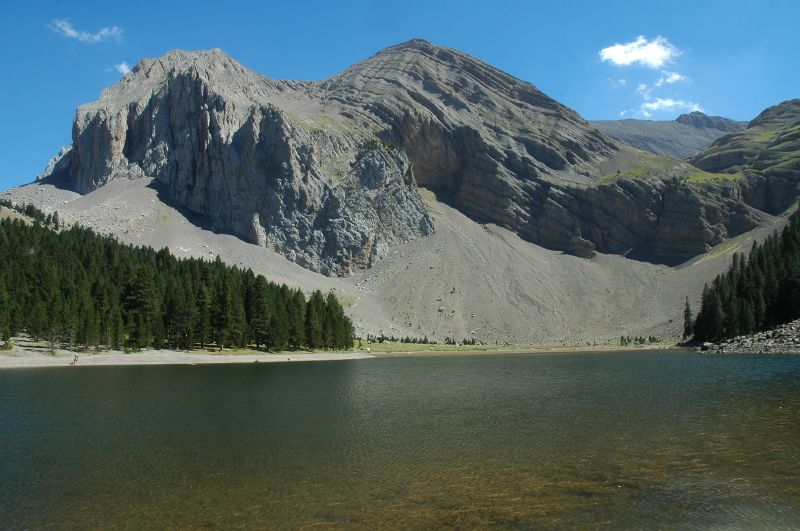
Ibón de Plan.

## Curiosidades
En sus proximidades se encuentra el ibón de Plan, lago de montaña del que se cuenta tradicionalmente que está encantado.
Entre otras celebraciones festivas destaca la fiesta de los Trucos de san Antón junto al resto de vecinos del valle de Chistau.

## Demografía
Plan cuenta con una población de 279 habitantes (INE 2024).
| Gráfica de evolución demográfica de Plan entre 1842 y 2021 |
| |
| Población de derecho según los censos de población del INE Población de hecho según los censos de población del INEEntre el censo de 1857 y el anterior, crece el término del municipio porque incorpora a Saravillo Entre el censo de 1981 y el anterior, crece el término del municipio porque incorpora a Gistain Entre el censo de 1991 y el anterior, disminuye el término del municipio porque independiza a Gistain |

## Administración y política
| Período   | Alcalde                  | Partido |  |
| --------- | ------------------------ | ------- |  |
| 1979-1983 | Manuel Buisán Lascorz    | Ind.    |  |
| 1983-1987 |                          |         |  |
| 1987-1991 |                          |         |  |
| 1991-1995 |                          |         |  |
| 1995-1999 |                          |         |  |
| 1999-2003 |                          |         |  |
| 2003-2007 |                          | PAR     |  |
| 2007-2011 |                          | CHA     |  |
| 2011-2015 | José María Fantova Aused | CHA     |  |
| 2015-2019 | José Serveto Matías      | PSOE    |  |
| 2019-2023 | José Serveto Matías      | PSOE    |  |
| 2023-2027 | José Serveto Matías      | PSOE    |  |

| Partido político    | Partido político                                   | 2003   | 2007   | 2011   | 2015   |
| Partido político    | Partido político                                   | Ediles | Ediles | Ediles | Ediles |
|                     | Partido de los Socialistas de Aragón (PSOE-Aragón) | 1      | 3      | 3      | 7      |
|                     | Chunta Aragonesista (CHA)                          | 2      | 4      | 4      | —      |
|                     | Partido Aragonés (PAR)                             | 4      | —      | —      | —      |
| Total de concejales | Total de concejales                                | 7      | 7      | 7      | 7      |

## Personas destacadas
- Nieus Luzía Dueso Lascorz (Plan, 13 de diciembre de 1930 – Barbastro, 4 de marzo de 2010) fue una escritora natural de Plan.

## Localidades hermanadas
- Esparros, Francia.[11]